# Distance (村川梨衣の曲)
「Distance」（ディスタンス）は、村川梨衣の5枚目のシングル。2018年5月23日に日本コロムビアから発売された。

## 概要
「Distance」は、自身もアンズ役で出演しているテレビアニメ『ヒナまつり』オープニングテーマ。爽やかなサウンドと、原作にある新田とヒナのワンシーンが元になっている清らかな歌詞が合わさり、ギャグ要素の強い原作とのギャップを楽しめる楽曲。MVにはヒナと同年代に見える少女や、作中によく出てくる土手を彷彿とさせる景色が登場しており、作品に寄り添った構成になっている。
「願うは、幸せでありますように」は、ラジオ「村川梨衣の a りえしょんぷり〜ず♡」のエンディングテーマ。ラジオのEDで村川が、「メールアドレスのつづりをつづる」コーナー明けに流れるゆったりとした楽曲であり、「コーナーが終わり、わちゃわちゃを乗り越えたみんなは、いよいよ寝る準備に移る、だからこの曲を聴いて安らかな眠りについていただければ」と村川は語っている。歌詞に多く使われている「虹」は村川の象徴であり、1stシングルの発売記念イベントや2ndライブで、色分けされたサイリウムを使った観客による「虹」が架かったことも合わせて、彼女にとって思い入れ深い言葉でもある。

## 収録内容
| #         | タイトル                                       | 作詞      | 作曲      | 編曲       | 時間  |
| --------- | ---------------------------------------------- | --------- | --------- | ---------- | ----- |
| 1.        | 「Distance」                                   | 宮崎京一  | 宮崎京一  | 東タカゴー | 3:38  |
| 2.        | 「願うは、幸せでありますように」               | RiE       | 青木康平  | 佐藤清喜   | 4:13  |
| 3.        | 「Distance」(Instrumental)                     |           |           |            | 3:41  |
| 4.        | 「願うは、幸せでありますように」(Instrumental) |           |           |            | 4:10  |
| 合計時間: | 合計時間:                                      | 合計時間: | 合計時間: | 合計時間:  | 15:42 |

| #  | タイトル                                        | 作詞 | 作曲・編曲 |
| -- | ----------------------------------------------- | ---- | ---------- |
| 1. | 「Distance」(ミュージックビデオ)                |      |            |
| 2. | 「週刊RiEMUSiC ～Distance編 SPECIAL EDITION～」 |      |            |